# Ernest Bickham Sweet-Escott
Sir Ernest Bickham Sweet-Escott (Bath, 20 agosto 1857 – 9 aprile 1941) è stato un diplomatico britannico, governatore delle Seychelles, dell'Honduras, delle Isole Sottovento e delle Figi britanniche.

## Biografia
Sweet-Escott nacque a Bath, quinto figlio di Hay Sweet-Escott, preside del Somersetshire College e rettore di Kilve, e di sua moglie Eliza, figlia di John Coombes Collins, vicario di St John's Bridgwater. Studiò al Royal Somersetshire College a Bath, alla Bromsgrove School e al Balliol College a Oxford e nel 1881 divenne professore di lettere classiche al Royal College of Mauritius.
Nel 1913istituì l'Escott Shield, un torneo di rugby che fu vinto per la prima volta dal Pacific Club. Sweet-Escott sposò Mary Jane Hunt il 14 dicembre 1881 e ebbe cinque figli di nome Kathleen, Stanley Bickham, Norah Muriel, Hugh Bevil e Leslie Wingfield.

### Carriera
Nel 1886 divenne assistente segretario coloniale alle Mauritius e fu promosso nel 1889 a segretario coloniale ad interim. Il suo incarico successivo si svolse nell'Honduras britannico dal maggio 1893 al settembre 1898, quando tornò in patria per assumere un incarico come impiegato del governo ad interim presso il Colonial Office.
Sweet-Escott divenne amministratore delle Seychelles nel giugno 1899 e poi primo governatore dal 1903 al 1904. Fu nominato cavaliere nel 1904 e a partire dall'aprile dello stesso anno fino all'agosto 1906 ricoprì il ruolo di governatore dell'Honduras britannico, mentre dal 1906 al 1912 quello delle Isole Sottovento britanniche.
Sweet-Escott fu nominato Governatore delle Figi il 25 luglio 1912 e anche Alto Commissario e Console Generale per la regione del Pacifico occidentale.